# Gare du Bourbonnais
Pour les articles homonymes, voir Bourbonnais.
Pour les autres gares lyonnaises, voir Gare de Lyon.
La gare du Bourbonnais ou embarcadère du Bourbonnais est une ancienne gare ferroviaire française de la ligne de Saint-Étienne à Lyon, située à Perrache au sud de la presqu'île à proximité du centre de la ville de Lyon dans le département du Rhône.
C'est la deuxième plus ancienne gare de la ville, construite pour remplacer le premier embarcadère, établi près du viaduc de la Mulatière, détruit par une crue. Elle est désaffectée en 1856, après l'ouverture de la gare de Lyon-Perrache et le raccordement de la ligne de Saint-Étienne à celle de Paris. Le bâtiment d'origine est détruit dans les années 1950 pour permettre la construction du Marché gare de Lyon.

## Situation ferroviaire
La gare du Bourbonnais était le terminus de la ligne de Saint-Étienne à Lyon.

## Histoire

### La première gare
Le 7 février 1826, Seguin frères, E. Biot et Cie se voit accorder une concession visant à construire un chemin de fer entre Saint-Étienne et Lyon. La compagnie passe une convention avec la ville de Lyon qui lui cède environ 283 000 m2 de terrain situé au sud de la presqu'île de Perrache, alors en cours d'urbanisation. Il est prévu dans cet accord que la voie suive le cours Rambaud jusqu'à la gare d'eau que la compagnie est chargée de construire. Mais l'ordonnance royale du 4 juillet 1827, qui fixe le tracé du chemin de fer entre Saint-Étienne et la confluence du Rhône et de la Saône, enjoint aux concessionnaires de revoir leur projet dans la presqu'île de Perrache. Le projet est ajourné jusqu'à ce qu'ils aient présenté un projet spécial. En 1828, la compagnie présente deux projets. Le conseil municipal décide d'établir la gare au nord de la gare d´eau. L'embarcadère de Saint-Étienne est finalement ouvert en 1829.
L'embarcadère de Saint-Étienne, établi à proximité du pont de la Mulatière, n'est alors qu'une simple baraque jugée très inconfortable. En 1840, il est emporté par une crue. On décide donc de le remplacer par une nouvelle gare construite le long du quai Perrache et qui conviendrait mieux à cette ligne qui connaît un réel succès. 

### La seconde gare
Trois ans plus tard, on commence à construire la gare du Bourbonnais. Une nouvelle voie ferrée contourne le bassin de la gare d'eau par le sud-est et un embranchement est construit pour desservir les entrepôts situés à l'intérieur de l'île. La nouvelle, et en réalité première, gare de Lyon est ouverte en 1845. 
Cette même année, est arrêté le principe de la construction d'une nouvelle gare à Perrache. Mais plusieurs trajets sont envisagés, retardant la réalisation du projet. L'administration ayant finalement décidé d'établir une gare commune pour les lignes Paris - Lyon et Lyon - Avignon (ligne classique Paris - Marseille), la gare de Lyon-Perrache est construite entre 1853 et 1857 au sud du cours Napoléon (plus tard cours de Verdun). La ligne de Saint-Étienne à Lyon est prolongée jusqu'à la nouvelle gare centrale ; les voies d'accès et de garage de l'ancien terminus sont incorporées à la gare marchandises de Perrache (Perrache II) et la gare du Bourbonnais est alors désaffectée.

### La gare désaffectée
Les façades et toitures de l'ancienne gare, située au 46-51, quai Perrache, sont inscrites à l'inventaire supplémentaire des monuments historiques le 28 avril 1938. Mais le 21 août 1953, la ville obtient de la Commission supérieure des monuments historiques la radiation de l'édifice de la liste des monuments protégés afin de permettre la construction du marché-gare. Le 17 janvier 1955, le projet définitif pour l'établissement de ce marché régional d'approvisionnement connecté à la ligne de chemin de fer — dont le principe avait été décidé dès octobre 1938 — est arrêté. L'ancien bâtiment voyageurs est détruit et un pavillon du marché-gare, qui ouvre en 1961, est construit à son emplacement.